# 新城街道 (阿图什市)
新城街道是中华人民共和国新疆维吾尔自治区克孜勒苏柯尔克孜自治州阿图什市下辖的一个街道办事处。

## 行政区划
新城街道下辖以下村级行政区划单位：
阿扎克社区、昆援社区、励志社区。